# 中國大陸引進之韓劇列表
本條目列出曾於中國大陸電視台成功引進的韓國劇集。

除特別注明外，國語配音一般采用台灣首播時的配音，集数以送往广电总局审查时的集数为主。

## 2009年
| 首播日期 | 首播頻道 | 劇名 （原名）             | 主演                           | 集數 | 備註 |
| 1月3日   | 湖南卫视 | 豪杰春香                  | 韓彩英、在喜、嚴泰雄、朴詩恩   | 20   |      |
| 3月10日  | 安徽卫视 | 露露公主                  | 金諪恩、鄭俊鎬、金興銖         | 20   |      |
| 7月14日  | 安徽卫视 | 爱情正在直播 （On Air）   | 宋玧妸、朴容夏、金荷娜、李凡秀 | 30   |      |
| 8月5日   | 安徽卫视 | 太陽的女人 （太陽的女子） | 金志秀、韓載錫、李荷娜、鄭糠雲 | 30   |      |

## 2010年
| 首播日期 | 首播頻道           | 劇名 （原名）           | 主演                           | 集數                      | 備註                               |
| 4月2日   | 深圳卫视           | 一枝梅                  | 李準基、朴施厚、韓孝周、李英雅 | 30                        | [ 1 ]                              |
| 4月5日   | 北京电视台科教频道 | 錯位人生 （燦爛的遺產） | 李昇基、韓孝周、裴秀彬、文彩元 | 30（原版） 36（湖南卫视） | 4月29日于湖南卫视上星首播          |
| 10月11日 | 湖南卫视           | 你好！小姐              | 李多海、李志勛、河鍚鎮、延美珠 | 20                        |                                    |
| 10月23日 | 湖南卫视           | 拜託小姐                | 尹恩惠、尹相鉉、丁一宇、文彩元 | 20                        | 湖南卫视专题（页面存档备份，存于） |

## 2011年
| 首播日期 | 首播頻道 | 劇名 （原名） | 主演                                    | 集數 | 備註                               |
| 3月29日  | 湖南卫视 | 天使的誘惑    | 李昭娟、裴秀彬、金泰賢、 洪洙賢、韓尚進 | 30   | 湖南卫视专题（页面存档备份，存于） |

## 2012年
| 首播日期 | 首播頻道 | 劇名 （原名）                                  | 主演                                                                                        | 集數                                    | 備註 |
| 7月28日  | 安徽卫视 | 麵包大王 （麵包王金卓求）                      | 尹施允、周 元、柳 真 李英雅、全光烈、錢忍和                                                 | 40                                      |      |
| 8月18日  | 安徽卫视 | 糟糠之妻俱樂部+好老婆大聯盟 （糟糠之妻俱樂部） | 金慧渲、吳賢慶、孫賢周 吳大奎、安內相、李俊赫 李尚禹、劉荷娜、金海淑 金熙貞、李美英、韓振熙 | 40（糟糠之妻俱樂部） 40（好老婆大聯盟） |      |
| 10月1日  | 安徽卫视 | 請摘星星給我 （摘星星給我）                    | 金智勳、崔貞媛、申東旭、蔡英仁                                                              | 20                                      |      |
| 10月13日 | 安徽卫视 | 灰姑娘的姐姐                                   | 文瑾瑩、千正明、瑞 雨、玉澤演                                                               | 20                                      |      |
| 10月24日 | 安徽卫视 | 最佳爱情                                       | 車勝元、孔曉振、尹啟相、劉寅娜                                                              | 24                                      |      |

## 2013年
| 首播日期 | 首播頻道     | 劇名 （原名）                | 主演                                          | 集數 | 備註                             |
| 3月2日   | 江苏影视频道 | 风格 （Style）               | 金慧秀、柳時元、李智雅、李龍宇                | 24   | 2014年11月29日于江西卫视上星首播 |
| 5月14日  | 安徽卫视     | 再见美丽小姐 （Miss Ripley） | 李多海、朴有天、金勝友、姜惠貞                | 20   |                                  |
| 5月28日  | 安徽卫视     | 賢內助女王                   | 金南珠、吳智昊、崔哲浩、 李惠英、尹相鉉、鮮善 | 20   |                                  |

## 2014年
| 首播日期 | 首播頻道 | 劇名 （原名） | 主演                                   | 集數 | 備註 |
| 2月14日  | 安徽卫视 | 公主的男人    | 朴施厚、文彩元、洪洙賢、宋鍾鎬、李珉宇 | 36   |      |

## 2015年[3]
| 首播日期 | 首播頻道     | 劇名 （原名）                                  | 主演                   | 集數                                    | 備註                           |
| 1月15日  | 江苏影视频道 | 月亮拥抱太阳+擁抱太陽的月亮 （擁抱太陽的月亮） | 金秀賢、韓佳人、丁一宇 | 19（月亮拥抱太阳） 11（擁抱太陽的月亮） | 2015年2月6日于安徽卫视上星首播 |
| 2月24日  | 安徽卫视     | 守護愛情 （聽見你的聲音）                      | 李寶英、李鍾碩、尹相鉉 | 25                                      |                                |
| 7月20日  | 江苏卫视     | 繼承者們 （欲戴王冠，必承其重－繼承者們）      | 朴信惠、李敏鎬、金宇彬 | 30                                      |                                |
| 10月8日  | 江苏卫视     | 幸福抉择+爱的牵绊 （天使的選擇）               | 朴信惠、李敏鎬、金宇彬 | 40（幸福抉择） 20（爱的牵绊）           |                                |

突然有一天
江南妈妈
罗武林向前冲
媳妇的全盛时代
哈佛爱情故事
再次微笑
真实人生/我人生最后的绯闻
加油罗武林
寻子三万里
女人花
你来自哪颗星
不能结婚的男人
纸星/摘星
我的爱金枝玉叶
拜托小姐
偶然结婚/那个傻瓜
真情永恒/你是我的命运
媳妇的全盛时代
逆转女王
咖啡王子一号店
可爱的四兄弟/松药店的儿子们
我是传说
浪漫玛丽/玛丽外宿中
天使的背叛/皇室家族
我的公主
哦，亲爱的/OH，MY LANDY
情定泰勒瓦
灿烂人生/一闪一闪亮晶晶